# 小林淺三郎
小林 淺三郎（日语：こばやし あささぶろう、1891年4月1日—1974年3月7日）為日本陸軍軍人。最終階級陸軍中將。

## 經歷

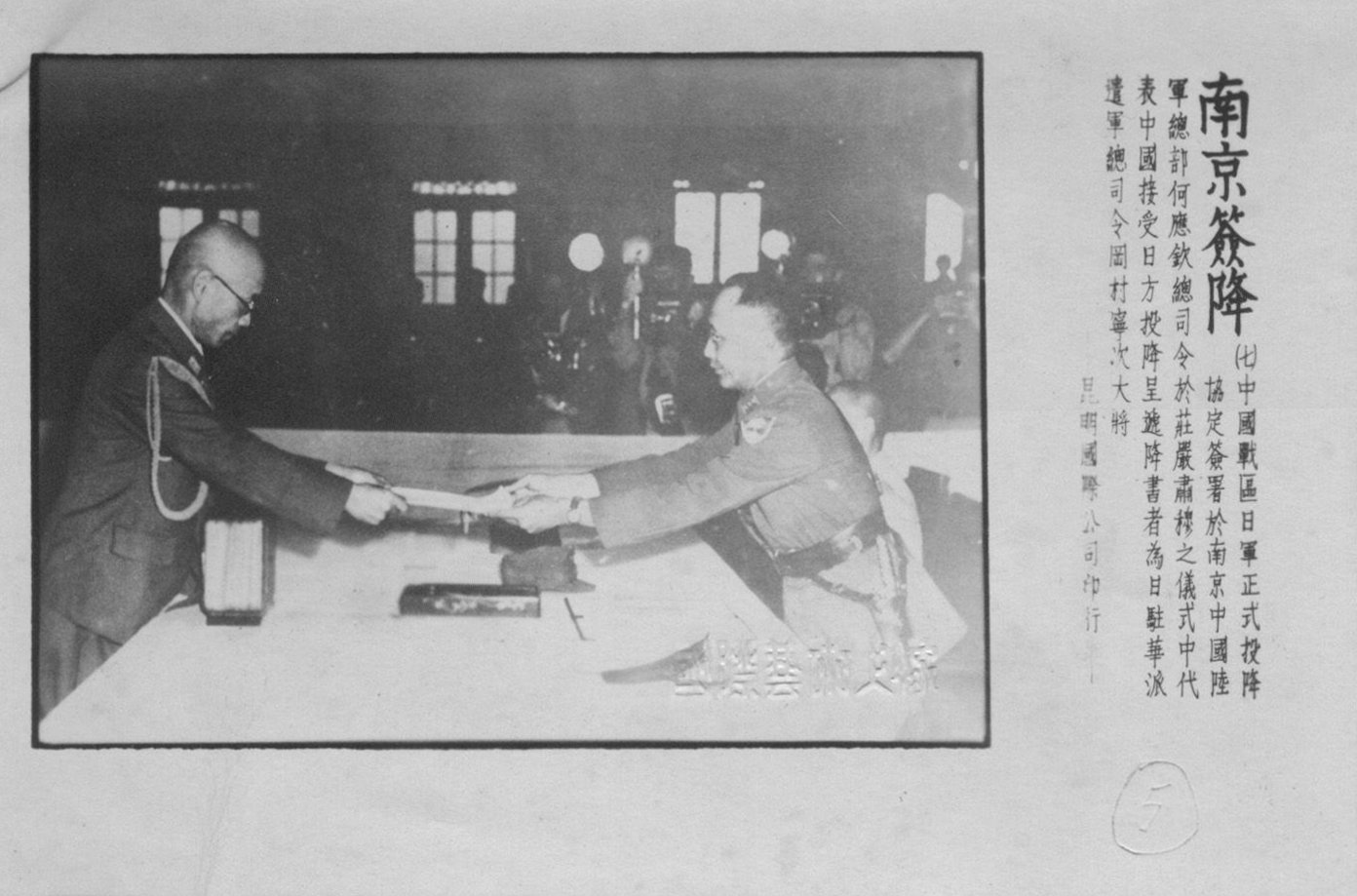
1945年9月9日，何应钦（右）代表中方接受日方代表小林浅三郎中将的降书（注：照片旁的圖說有误，照片中递交降书者为日本中国派遣军参谋长小林浅三郎中将，而不是司令官冈村宁次大将）。

兵庫縣出身。本家務農・小林莊助的三男。鳳鳴中學校畢業。1912年（明治45年）5月、陸軍士官學校（24期）畢業。同年12月、任官陸軍步兵少尉擔任步兵第70連隊付。任陸士生徒隊付，1922年（大正11年）11月、日本陸軍大學校（34期）畢業。
1923年（大正12年）1月、就任步兵第70連隊中隊長。任陸軍步兵學校教官。1927年（昭和2年）3月至1929年（昭和4年）6月駐在英國。於1927年12月、昇進步兵少佐。1929年8月、任步兵學校教官、再轉任教育總監部課員，1931年（昭和6年）8月、進級步兵中佐。1933年（昭和8年）8月、就任秩父宮雍仁親王付武官。1935年（昭和10年）8月、昇進步兵大佐任步兵學校教官。1936年（昭和11年）8月、派令為近衛師團參謀長，之後任步兵第3連隊長，1938年（昭和13年）11月、進級陸軍少將擔任第12軍參謀長、中日戰爭參戰。
1939年（昭和14年）12月、轉任教育總監部第1部長、步兵學校長、第4軍參謀長。1941年（昭和16年）8月、晉升陸軍中將，同年12月、就任防衛總司令部總參謀長迎接太平洋戰爭。1943年（昭和18年）6月、擔任第30師團長前往平壤赴任。1944年（昭和19年）3月、再任防衛總參謀長。1945年（昭和20年）2月、異動為中国派遣軍總參謀長。同年9月9日，於南京向何應欽遞交投降書。1946年（昭和21年）7月復員。

## 親族
- 女婿 小林秀樹（陸軍少佐）
- 岳父 北山彌三郎（陸軍少將）